# Ljubuški
Ljubuški je grad u Bosni i Hercegovini. Grad je smješten s lijeve strane obale Trebižata, rijeci na kojoj se nalaze brojni slapovi od kojih su najpoznatiji Kravica i Koćuša. 
Pored svojih prirodnih ljepota Ljubuški je također poznat po velikoj kulturnoj i povijesnoj baštini. 
Na raznim lokalitetima mogu se naći ostaci iz gotovo svakog razdoblja ljudske povijesti, od kojih vrijedi izdvojiti: starorimski logor u Gračinama, Humačku ploču, Stari grad Ljubuški, te stećke na nekropolama u Studencima i Bijači te Zvirićima. 
Na športskoj razini su prije svega zapaženi uspjesi rukometnog kluba HRK Izviđač.

## Zemljopis

### Klima
Klima je umjerena mediteranska s 2300 sunčanih sati tijekom godine.

### Položaj
Ljubuški se nalazi u samom zapadu Hercegovine uz granicu Republike Hrvatske. Susjedne općine su Čitluk na istoku i Grude na zapadu te gradovi Široki Brijeg na sjeveru i Čapljina prema jugu, te s hrvatske strane Metković i Vrgorac na zapadu. Grad Ljubuški se nalazi na značajnim prometnicama prema Mostaru (36 km), Makarskoj (55 km), Splitu (120 km), Dubrovniku (130 km) i Sarajevu (170 km).
U prijašnje doba je Ljubuški također bio i upravno središte zapadne Hercegovine, no taj status je izgubio povlačenjem novih županijskih granica sredonim 1990-ih.[nedostaje izvor] U okviru današnje zapadnohercegovačke županije se Ljubuški nalazi na njenom južnom kraju, dok je ulogu centra i središta preuzeo Široki Brijeg.
Područje grada pokriva površinu od 292,7 km², a područje grada se prostire od vrha Buturovice u Ljubuško polje prema Trebižatu. 

### Naseljena mjesta
Grad Ljubuški sačinjavaju sljedeća naseljena mjesta:
Bijača, 
Cerno, 
Crnopod, 
Crveni Grm, 
Dole, 
Grab, 
Grabovnik, 
Gradska, 
Greda, 
Grljevići, 
Hardomilje, 
Hrašljani, 
Humac, 
Kašće, 
Klobuk, 
Lipno, 
Lisice, 
Ljubuški,
Miletina, 
Mostarska Vrata, 
Orahovlje, 
Otok, 
Pregrađe, 
Proboj, 
Prolog, 
Radišići, 
Stubica, 
Studenci, 
Šipovača, 
Teskera, 
Vašarovići, 
Veljaci, 
Vitina, 
Vojnići i 
Zvirići.

## Krajolik i priroda
Uz poznati krški hercegovački reljef Ljubuški ima više plodnih polja. Najpoznatija su Ljubuško, Veljačko, Vitinsko, Rastok i Beriš, koja natapa rijeka Trebižat. Od brojnih pritoka, koje ljubuški kraj čine najbogatijim vodom u cijeloj Hercegovini, vrijedi spomenuti Vriošticu koja izvire u Vitini, te Studenčicu koja izvire u Studencima i natapa Studenačko polje.
U gradu ima oko 10.000 ha pašnjaka i oko 16.000 ha šuma, uglavnom listopadna drveća: hrasta, graba, jasena, klena, drijena i krškoga grmlja. Najviši planinski vrh na području grada je oko 959 metara visoki Vrlosinj, s kojeg se vidi i Jadransko more.

## Stanovništvo

### Popis stanovništva u župi Veljaci 1844.
Za potrebe Hercegovačke franjevačke provincije mjesni župnik fra Pile Ančić i kapelan fra Jozo Vrljić napravili su popis župljana u župi Veljaci ili Ljubuški na dan 16. srpnja 1844. godine. Ispod su demografski podatci o narečenoj župi:
| Stanovništvo župe Veljaci 1844. |           |              |
| naselje                         | broj kuća | stanovništvo |
| Veljaci                         | 60        | 308          |
| Vitina                          | 65        | 402          |
| Proboj                          | 27        | 190          |
| Radišići                        | 64        | 391          |
| Podljubuški                     | 68        | 413          |
| Studenci                        | 37        | 251          |
| Vitaljina                       | 16        | 115          |
| Teskera                         | 9         | 72           |
| Ardomilj                        | 11        | 79           |
| Zvirići                         | 29        | 174          |
| Bijača                          | 13        | 84           |
| Prolog                          | 100       | 785          |
| Crveni Grm                      | 33        | 192          |
| Lisice                          | 13        | 83           |
| Vašarovići                      | 26        | 212          |
| Grab/Orahovlje/                 |           |              |
| Ljutovlje                       | 35        | 209          |
| Grabovnik                       | 18        | 114          |
| Hotok                           | 28        | 186          |
| Greda                           | 18        | 144          |
| Vojnići                         | 16        | 110          |
| Šipovača                        | 24        | 132          |
| Klobuk                          | 45        | 220          |
| ukupno                          | 670       | 4173         |

### Popisi 1971. – 1991.
| Stanovništvo općine Ljubuški |                  |                  |                  |
| godina popisa                | 1991.            | 1981.            | 1971.            |
| Hrvati                       | 26.127 (92,19 %) | 25.334 (91,77 %) | 26.198 (92,67 %) |
| Muslimani                    | 1592 (5,61 %)    | 1498 (5,42 %)    | 1812 (6,40 %)    |
| Srbi                         | 65 (0,22 %)      | 83 (0,30 %)      | 118 (0,41 %)     |
| Jugoslaveni                  | 227 (0,80 %)     | 515 (1,86 %)     | 49 (0,17 %)      |
| ostali i nepoznato           | 329 (1,16 %)     | 173 (0,62 %)     | 92 (0,32 %)      |
| ukupno                       | 28.340           | 27.603           | 28.269           |

#### Ljubuški (naseljeno mjesto), nacionalni sastav
| Ljubuški           |                |                |                |
| godina popisa      | 1991.          | 1981.          | 1971.          |
| Hrvati             | 2658 (63,31 %) | 2164 (58,48 %) | 1328 (47,36 %) |
| Muslimani          | 1174 (27,96 %) | 1037 (28,02 %) | 1308 (46,64 %) |
| Srbi               | 53 (1,26 %)    | 51 (1,37 %)    | 88 (3,13 %)    |
| Jugoslaveni        | 180 (4,28 %)   | 413 (11,16 %)  | 43 (1,53 %)    |
| ostali i nepoznato | 133 (3,16 %)   | 35 (0,94 %)    | 37 (1,31 %)    |
| ukupno             | 4198           | 3700           | 2804           |

### Popis 2013.
| Stanovništvo grada Ljubuškog |                  |
| godina popisa                | 2013.            |
| Hrvati                       | 27.271 (96,76 %) |
| Bošnjaci                     | 707 (2,51 %)     |
| Srbi                         | 41 (0,15 %)      |
| ostali i nepoznato           | 165 (0,59 %)     |
| ukupno                       | 28.184           |

| Ljubuški – naseljeno mjesto |                |
| godina popisa               | 2013.          |
| Hrvati                      | 3352 (83,32 %) |
| Bošnjaci                    | 572 (14,22 %)  |
| Srbi                        | 18 (0,45 %)    |
| ostali i nepoznato          | 81 (2,01 %)    |
| ukupno                      | 4023           |

## Uprava i politika

### Uprava
Najviši izvršni organ je gradonačelnik Ljubuškog. Trenutačni gradonačelnik je Nevenko Barbarić iz HDZ-a BiH.
Legislativni organ u Gradu Ljubuškom je Gradsko vijeće kojemu je predsjednik Toni Kraljević iz HDZ-a BiH. Gradsko vijeće ukupno ima 24 člana.

### Politika
Na posljednjim lokalnim izborima održanim 2012. HDZ BiH je u Ljubuškom dobio 47,7 % glasova. Slijedila ga je HSP BiH s osvojenih 6 mandata s 23,1 % glasova, a treća stranka bio je HDZ 1990 s četiri osvojena mandata s 10,4 % glasova. U rujnu 2013. zbog neslaganja s vodstvom stranke, 5 od 6 vijećnika HSP-a BiH napustilo je stranku, a kasnije su se dvojica pridružila Stranci pravde i povjerenja Živka Budimira.
Na zadnjim izborima 2012. za (grado)načelnika je izabran Nevenko Brbarić iz HDZ-a BiH. Pobijedio je s 50,04 % glasova, drugoplasirani je bio Stanko Primorac iz HSP-a BiH s 34,35 % osvojenih glasova.
|         | stranka  | broj zastupnika | broj zastupnika | broj zastupnika | broj zastupnika | trenutni broj zastupnika | trenutni broj zastupnika | trenutni broj zastupnika | trenutni broj zastupnika | trenutni broj zastupnika | trenutni broj zastupnika | trenutni broj zastupnika | trenutni broj zastupnika | trenutni broj zastupnika | trenutni broj zastupnika | trenutni broj zastupnika | trenutni broj zastupnika |
| 2000.   | stranka  | 2004.           | 2008.           | 2012.           |                 | trenutni broj zastupnika | trenutni broj zastupnika | trenutni broj zastupnika | trenutni broj zastupnika | trenutni broj zastupnika | trenutni broj zastupnika | trenutni broj zastupnika | trenutni broj zastupnika | trenutni broj zastupnika | trenutni broj zastupnika | trenutni broj zastupnika | trenutni broj zastupnika |
| ------- | -------- | --------------- | --------------- | --------------- | --------------- | ------------------------ | ------------------------ | ------------------------ | ------------------------ | ------------------------ | ------------------------ | ------------------------ | ------------------------ | ------------------------ | ------------------------ | ------------------------ | ------------------------ |
|         | HDZ BiH  | 10 / 19         | 12 / 19         | 14 / 25         | 12 / 25         |                          |                          |                          |                          |                          |                          |                          |                          |                          |                          |                          |                          |
|         | HDZ 1990 |                 |                 | 5 / 25          | 4 / 25          |                          |                          |                          |                          |                          |                          |                          |                          |                          |                          |                          |                          |
|         | NSRB     |                 |                 |                 | 2 / 25          |                          |                          |                          |                          |                          |                          |                          |                          |                          |                          |                          |                          |
|         | SPP      |                 |                 |                 |                 |                          |                          |                          |                          |                          |                          |                          |                          |                          |                          |                          |                          |
|         | HPB      |                 | 3 / 19          |                 | 1 / 25          |                          |                          |                          |                          |                          |                          |                          |                          |                          |                          |                          |                          |
|         | HSP BiH  | 2 / 19          | 2 / 19          | 3 / 25          | 6 / 25          |                          |                          |                          |                          |                          |                          |                          |                          |                          |                          |                          |                          |
|         | neovisni |                 |                 |                 |                 |                          |                          |                          |                          |                          |                          |                          |                          |                          |                          |                          |                          |
| Izvori: |          |                 |                 |                 |                 |                          |                          |                          |                          |                          |                          |                          |                          |                          |                          |                          |                          |

## Povijest

### Antičko doba
Ljubuški kraj s obiljem vode, bogatstvom flore i faune, zacijelo je bio nastanjem u prapovijesno doba, o čemu svjedoče kameni, koštani i metalni nalazi, koji se čuvaju u Muzeju Franjevačkoga samostana Humac, najstarijemu muzeju u BiH, utemeljenom 1884. Prvi poznati stanovnici bili su Iliri, najvjerojatnije u početku Daorsi, koje su potisnuli ratoborni Ardijejci i Delmati. Od njih su ostale brojne grobne kamene gomile i utvrđene gradine po padinama i vrhuncima brda.
Prema nekim teorijama, starovjekovna Troja nalazila se je na području Ljubuškog. O tome je snimljen dokumentarni film Troja u Ljubuškom o Kreši Vujeviću koji je preko 20 godina proučavao trojanske ratove, Homerov lik i djelo te odgonetnuo gotovo sve tajne Ilijade. Teze i rad mu je podupirao povjesničar Đuro Basler.
Rimljani su u 3. stoljeće pr. Kr. zaratili s Ilirima i konačno ih pokorili početkom 1. stoljeća. Ljubuški je u upravnom smislu potpao pod Naronitanski konvent (okrug), čiji je glavni grad bila Narona, danas Vid pored Metkovića. U šest stoljeća rimskoga vladanja ostalo je dosta spomenika. Znamo poimence za dva naselja. 
Prvo je bila putna postaja Bigeste, koja je ležala na vojnoj cesti Salona (Solin) – Narona (Vid), oko čijega smještaja postoji dvojba među arheolozima. Jedni je smještaju u Humac, a drugi u Radišiće, nedaleko od Ljubuškoga. Drugo naselje Pagus Scunasticus, u predjelu Mostarskih Vrata, podigli su isluženi vojnici – veterani, koji su u znak zahvalnosti radi dodjele zemlje podigli spomenik rimskome caru Tiberiju. Na Humcu, u blizini Franjevačkoga samostana, na lokalitetu Gračine, otkopani su ostaci rimskoga vojnoga kompleksa, koji se obično naziva Bigeste.
U jednome dijelu objekta nalazilo se kupalište sa saunom, koje se zagrijavalo podzemnim sustavom za grijanje (hypocausis). U 
objektu su pronađeni brojni ostaci keramike, vrčeva, svjetiljaka, vaza, novčića, nakita, prstenja, fibula, stakla, alata i oružja. Čini se da je riječ o pratećem objektu uz vojni logor (canabae). Po brojnim nadgrobnim natpisima znamo da su u Ljubuškom boravili dijelovi rimskih legija: Legio VII, Legio IV. Flavia Felix, Legio VIII. Augusta, te pomoćne vojne postrojbe, kohorte: Cohors I. Belgarum, Cohors I. Lucensium, Cohors III. Alpinorum i druge. 
Premda nisu posebno istražene, u Ljubuškom su zasigurno egzistirala brojna poljoprivredna imanja, villae rusticae. Zna se da su postojale i ranokršćanske crkve, bazilike, od kojih prednjače one u Vojnićima, Vitini, Proboju i Crvenom Grmu.

### Srednji vijek
Krajem antike i početkom srednjeg vijeka velikim migracijama naroda ljubuški kraj počinje nazadovati. Hrvati doseljeni u 7. stoljeću zatječu takvo stanje. Spomenici iz razdoblja ranoga srednjega vijeka rijetki su. Ljubuški je vjerojatno ulazio u sastav hrvatske županije Rastoke, koju u 10. st. spominje bizantski povjesničar car Konstantin Porfirogenet. Iz tog doba zanimljivi su nalazi karolinškoga 
oružja, mačeva i ostruga, te Ljubuške ploče, kamena spomenika s cvjetnim pleternim ukrasom, tipičnim za starohrvatsko ranoromaničko razdoblje 9. – 11. st. Ipak, najčuveniji je spomenik ljubuškoga kraja Humačka ploča, natpis na starohrvatskoj ćirilici s primjesama dvaju glagoljska slova. Govori o gradnji crkve sv. Mihovila, koju podiže izvjesni Kresimir i njegova žena.
Po brojnosti značajni su srednjovjekovni spomenici stećci, kojih je na 45 lokaliteta evidentirano oko 600 primjeraka (Studenci, Klobuk, Zvirići, Bijača, Hardomilje, Grab, Veljaci i dr.). U 14. – 15. st. podignuta je na vrhu Buturovice tvrđava, koja se obično pripisuje hercegu Stjepanu, premda je starija od njega. Osim hercega Stjepana Vukčića Kosače i njegovih sinova ističu se u 15. st. velikaši Radivojevići-Jurjevići-Vlatkovići. Krajem 14. st. spominje se i selo Veljaci, koje je (samoproglašeni) kralj Bosne, Hrvatske i Dalmacije Dabiša darovao svojoj kćerci Stani. U pisanim izvorima Ljubuški se prvi put spominje 1444. pod nazivom Lubussa. Zna se da je imao podgrađe i crkvu, vjerojatno na predjelu Crkvina oko današnje crkve sv. Kate u središtu grada, gdje je pronađena dobro klesana kamena nadgrobna ploča. 
U Ljubušku krajinu prvi franjevci došli su još za vrijeme Kotromanića i tu su osnovali svoj samostan početkom 15. stoljeća.

### Osmansko carstvo
Ljubuški je pao u turske ruke vjerojatno 1472. ubrzo nakon pada Počitelja. Turci su učvrstili i proširili tvrđavu, dogradili bedeme s puškarnicama i blizu tvrđave podigli džamiju, čiji je graditelj 1558. bio konvertit Nesuh-aga Vučjaković. Ljubuški, koji je u osmansko doba imao status kale (tvrđave), pripadao je Imotskom kadiluku do 1718., a nakon toga sam postaje sjedištem kadije. U to doba često ga napadaju hajduci iz Primorja i Dalmatinske zagore. 
Sredinom 16. stoljeća (1563.g) Turci su srušili franjevački samostan i crkvu, a 1699. zabranjuju franjevcima pastoralnu djelatnost.
Znamenit čovjek iz 18. st. svakako je fra Lovro Šitović, pisac hrvatske gramatike i pismarice, inače podrijetlom musliman, rodom iz Ljubuškoga. U 19. st. za Ali-age Rizvanbegovića u Veljačkom polju uzgaja se riža i sade se masline. 

### Austro-Ugarska
Nakon Berlinskoga kongresa Austro-Ugarska vojska pod vodstvom generala Jovanovića ušla je 2. kolovoza 1878. u Ljubuški. U austro-ugarskoj upravi Ljubuški je doživio značajan gospodarski razvoj. Udareni su temelji vinarstvu i uzgoju duhana, izvršena je melioracija Ljubuškoga polja, sagrađene su ceste, mostovi, ustrojio se katastar i podigle se upravne zgrade, crkve i samostan. Utemeljeno je i Hrvatsko kulturno društvo "Napredak". 
Godine 1906. zabilježen je i štrajk u Duhanskoj stanici, kada su radnici tražili veće nadnice.

### Dvije Jugoslavije i NDH
Prvi svjetski rat nije donio dobra Ljubuškome, već glad, neimaštinu i bolesti. Nazadak se nastavio i u razdoblju Kraljevine SHS, kada su mnogi Ljubušaci iseljavali u prekooceanske zemlje. Do preorganizacije uprave, zadržana je stara teritorijalna organizacija iz Austro-Ugarske. Ljubuški je bio kotar u Mostarskom okrugu. Upravnom razdiobom pripao je Primorskoj banovini. Na političkom polju intenzivira se rad Hrvatske seljačke stranke i njezina prvaka Stjepana Radića. U Banovini Hrvatskoj bio je sjedište kotara. Nakon uspostave Banovine, bio je pod ispostavom banske vlasti u Splitu koja je bila upravni organ za Dalmaciju i dio zapadne Hercegovine. U travnju 1941. kada je ustrojena Nezavisna Država Hrvatska, Ljubuški je kao kotar pripao velikoj župi Hum. U sam ratu u Ljubuškom kotaru nije bilo puno žrtava. Međutim, početkom 1945. i na čuvenu Križnome putu nakon kraja II. svjetskoga rata stradali su mnogi civili iz ljubuškoga kraja, njih oko 2000.
Razdoblje 1945. do 1990. vezano je za socijalistički i komunistički sustav FNRJ i SFRJ. Na političkom planu gašena je svaka sloboda i nacionalna samostalnost. Mnogi Hrvati počeli su nakon 1960. odlaziti na tzv. privremeni rad u Njemačku, Austriju i druge europske zemlje. 
Ipak, zahvaljujući dobrim dijelom kapitalu ljubuških iseljenika grad se počeo razvijati na industrijskom i gospodarskom planu. Nikle su tvornice, elektrificirala su se i telefonizirala mnoga naselja, izgrađene su ceste, crkve, škole i groblja.
Krajem '70-tih 20. stoljeća otvoren je Zavod za žensku omladinu, kao mjesto za skrb nad ženskom mladeži od 7 do 20 godina iz SR BiH. Vremenom su u Zavod dolazile i djevojke iz Srbije, čije su općine plaćale Zavodu. Zasluge za otvaranje pripadaju prvom direktoru Mladenu Nuiću i predsjedniku općine Ivanu Nosiću. Pred velikosrpsku agresiju na Bosni i Hercegovinu socijalna služba iz Srbije "povukla" je djevojke iz Srbije.
Poslije 1945. mnogo se ljubuških muslimana odselilo u Sarajevo. Mnogi su postali ugledni građani, rukovoditelji, dužnosnici i dr. Zemljačka solidarnost bila je od velike pomoći generacijama koje su došle poslije 1960., pa su mogli naći posao,stan i druge ljudske potrebe je su ugledni prethodnici bili za njih. Stara ugledna generacija je umrla ili u mirovini bez utjecaja, a novi nisu postigli taj uspjeh. Izgubili su kohezijsku snagu. Poslije u samostalnoj BiH došli su u tešku situaciju u ratnim i poslijeratnim vremenima, bez posla, bez stana,bez identiteta čovjeka koji ima dom. Razlog je SDA koja je uvijek vodila politiku Alije Izetbegovića koji nije "preferirao" ništa ispod tunela Ivan, a tako je nastavila i nakon smrti svoga uzora.
U Titovoj Jugoslaviji mjesni Muslimani su se većinom priklonili komunističkoj vlasti te su kao manjina u Jugoslaviji vladali Ljubuškim.

### Od velikosrpske agresije na BiH do sadašnjosti
Godine 1990. u studenom su održani prvi poslijeratni višestranački izbori. Pobijedile su stranke hrvatskoga nacionalnoga predznaka. Mir nije dugo trajao. Ratna prijetnja otpočela je 1. listopada 1991. kada su srpsko-crnogorske snage napale hrvatsko selo Ravno. U travnju 1992. rat je stigao do Ljubuškoga. Zrakoplovstvo JNA bombardiralo je grad i druga naselja. Pale su prve civilne žrtve. 
U Ljubuškom je bio osnovan i stožer Hrvatskih obrambenih snaga, vojske koja se borila za Hrvatsku s granicom na rijeci Drini. Nakon ukidanja HOS-a, u Ljubuškom je bio stožer 4. HVO brigade "Stjepan Radić". U Domovinskom ratu u razdoblju 1991. – 1995. na bojištima Bosne i Hercegovine i Hrvatske živote je izgubilo pedeset Ljubušaka. 
██ HVO
██ HVO osvojio od ARBiH
██ VRS
██ VRS osvojila od ARBiH
██ ARBIH
██ ARBiH osvojila od HVO
██ HVO – HZ Soli – bez oružanog sukoba. HVO se sam raspustio, teritorij preuzela ARBiH
██ HVO Bihać – bez oružanog sukoba. Skupa s ARBiH.
██ HVO Sarajevo – HZ Vrhbosna – bez oružanog sukoba. ARBiH prisilno ukinula HVO.
Bošnjačko-hrvatski sukob dotakao se i Ljubuškoga. Dio muslimana namjeravao je odigrati izdajnički udar s leđa Hrvatima, uzdajući se u spajanjem s Armijom BiH koja je bila u punom zamahu agresije na prostore bh. Hrvata. U Ljubuškom je djelovao i Merhamet, muslimanska humanitarna organizacija koja je ovdje bila paravan za krijumčarenje oružja u BiH tijekom rata. U Vitini je osnovana tajna organizacija vitinskih Muslimana. Tajni plan vitinskih Muslimana bio je da s Muslimanima iz Ljubuškoga i okolice napadnu i uđu u Ljubuški radi razoružavanja većinskih Hrvata. Jedan od suorganizatora te akcije bio je neslavni "Neđo" Galić, kompromitiran prijeratnom djelatnošću. Ta skupina Muslimana namjeravala je vratiti svoje prijeratne povlaštene pozicije. Hrvati su vidjeli kakvu opasnost im sprema određeni dio muslimanskog puka. Da bi spriječili scenarije iz bh. gradova gdje su napadom s leđa saveznicima Hrvatima zauzimali gradove, mjesni Hrvati odlučili su se djelovati. Poduzeli su sigurnosnu akciju premještanja tj. evakuiranja u treće zemlje do normalizacije stanja u Bosni i Hercegovini. Akcija je sprovedena radi sprječavanja pokolja hrvatskoga življa u ljubuškoj regiji, pa su muslimanske snage jednostavno razoružane pri čemu nitko nije ni stradao ni poginuo. Zapovijedili su svim Muslimanima napustiti Ljubuški, odnosno, dala se mogućnost i opcija suživota ili odlaska u inozemstvo. Nitko u toj akciji nije ozljeđen, ničija kuća u tom trenutku nije srušena. Bilo je Muslimana koji su govorili da bi drugačije bilo da je obrnuta situacija, a neki su se i prijetili osvetom. Ljubuški musliman mirno su napustili Ljubuški i BiH. Otišli su na Zapad, u Norvešku, Njemačku i Hrvatsku. Ondje su ih prihvatili baš Hrvati i pomogli im snaći se u novoj sredini. Svi su se odlično snašli u novim sredinama. Kolovoza 1993. godine ljubuški muslimani napustili su Ljubuški. Mnogi su Muslimani otišli da bi se spasili od ratnih zbivanja u BiH jer nisu htjeli ratovati ni na čijoj strani. Zlonamjernici su poslije premještanje Muslimana interpretirali kao progon. Poslije rata ljubuškim Muslimanima dopušteno je vratiti se nazad, uvezao im se ratni staž u bivšim ljubuškim tvornicama, čime je pobijena svaka teza da su Muslimani protjerani iz Ljubuškoga.
Nakon mirovnih pregovora 1994. u Washingtonu i 1995. u Daytonu, Ljubuški je u okviru Federacije Bosne i Hercegovine ušao u Zapadnohercegovačku županiju, zajedno sa Širokim Brijegom, Grudama i Posušjem.

## Poznate osobe
- Mirko Alilović, hrvatski rukometaš
- Denis Buntić, hrvatski rukometaš
- Krunoslav Jurčić, hrvatski nogometaš i trener
- Vjekoslav Luburić, ustaški časnik, zapovjednik Koncentracijskog logora Jasenovac
- David Mandić, hrvatski rukometaš
- Ivan Musić, vođa Hercegovačkog ustanka
- Lovro Šitović, hrvatski pisac

## Spomenici i znamenitosti
- Humačka ploča – jedan od najstarijih spomenika pismenosti u Bosni i Hercegovini iz  (XI. ili XII. stoljeće), pisan hrvatskim jezikom, starohrvatskom ćirilicom s uporabom pet slova na glagoljici.
- Stari grad Ljubuški – srednjovjekovna tvrđava na brdu Buturovica iznad Ljubuškoga, izgrađena vjerojatno u 15. stoljeću, a proširena nakon Osmanskog osvajanja.
- Lubussa (garda)

### Priroda
- Rijeka Trebižat duga je od svojega izvora u Peć Mlinima do ušća u Neretvu u Strugama 50 km. Ona je nastavak toka od Posušja (Tribistovo, kota 903), tako da je susrećemo pod devet imena: Culuša – Ričina – Brina – Suvaja (Posušje) – Vrljika (Imotski) – Matica – Tihaljina – Mlade – Trebižat (Ljubuški).

- Tihaljinom se naziva riječni tok od izvora u Peći do Greblja na Mladima (Veliki most). Odatle pa do Parila kraj Otoka zove se Mlade, po narodnoj legendi da se pomlađuje iz izvora Klokun u Klobuku. Od Parila pa do Jegetine, gdje je ušće Vrioštice zove se Prokop. Neki razlikuju dva toka: Stari prokop i Kanal ili Prokop. Od Jegetine pa do ušća zove se Trebižat. U narodu se čuje jednostavno Rika.

- Rijeka Vrljika u Šajinovcu ponire pod imenom Matica. Međutim, izvor Tihaljine prima još neke druge vode uz one vrljičke. U Tihaljinu u Peć Mlinima utječu i vode kroz umjetni tunel ispod brda Petnik, izgrađen1946. za hidroelektranu. Izvor rijeke Tihaljine u zaseoku Peć Mlini (Drinovci) slikovit je: voda kulja iz pećine podno crvenkastih vapnenačkih stijena (Cvitanjske stine) visokih 150 metara. Prostor Peći u obliku potkovice jedinstven je kraj. Niže od izvora u Peći nekoć je radilo sedam mlinica i isto toliko stupa. Više je izvora na području Tihaljine: Bartulovo vrilo, Jurića vrilo, Rašića vrilo, Modro oko, Nenač, te manjih potoka: Jakšenica, Nezdravica i Dunaj. Više izvora Tihaljine je Ravlića pećina (zvana još i Kostrešova pećina, prema harambaši Kostrešu), gdje su otkriveni tragovi boravka ljudi iz mlađega kamenoga doba.

- Rijeka Mlade stvorila je na svojemu toku slap Koćušu u Veljacima. Nakon što iziđe iz ravnice riječna matica nailazi na prepreke – čvrste vapnenačke stijene – te se obrušava s visine 10 – 12 metara na širini od 30 metara. Ovaj slap nema većih oscilacija u količinama vode tijekom godine poput Kravice. U blizini slapa su mlinovi i stupe, od kojih neki i danas rade.

- U Vitini ispod brda Zelengore vrelo rijeke Vrioštice izbija podno vapnenačke litice. Voda Vrioštice bistra je i hladna (temperatura je stabilna 11 – 12 °C). Protok vode varira od 0,815 – 4,4 m/sec.

- Najatraktivniji lokalitet na Trebižatu je slap Kravica, 3 km nizvodno od Vitaljine, u Studencima blizu Ljubuškoga. Stvoren je radom sedronosne rijeke Trebižat, pa je kao prirodan fenomen pod zaštitom države kao prirodna rijetkost. Visina slapa kreće se od 26 – 28 metara, s vodenim amfiteatrom ispod slapa promjera 120 metara. Preko sedronosna sloja od dna do vrha slapa izrasla je trava, mahovina i lišajevi. Uz slap su nikle konopljika, smokve i topole. Nekada su uz slap bili aktivni mnogobrojni mlinovi i stupe za valjanje sukna.

- Za stvaranje slapa najzančajniji je bigar, sedra ili travertin. Radi se u vodi istaloženom vapnencu koji se stalno izdiže i podiže sedrene barijere stvarajući tako slapove (uz Trebižat takve slapove pravi i Pliva te Krka). Sedra je karakteristična za krške rijeke bogate kalcijevim karbonatom (CaCO3).

- Zanimljivo je reći da su poduzetnici Jelić i Srinčić 1905. predali zahtjev austro-ugarskoj vlasti da im se ustupi slap Kravica za gradnju pogona za preradu pamuka i jute. Još su zanimljiva i vrela rijeke Studenčice, pritoka Trebižata.

## Kultura
- HKD Sveti Ante – Humac
- KUD Herceg Stjepan – Ljubuški
- HKUD Studenčica – Studenci
- HKUD Radišići – Radišići
- HKUD Sveti Marko – Klobuk
- HKUD Sveti Ivan – Grab
- HKUD Veljaci – Veljaci
- HKUD Hardomilje – Hardomilje

### Lubusa
Lubussa je počasna garda grada Ljubuškoga. Osnovana je 24. studenoga 2017. godine. Pripadnici garde su odjeveni u vitezove kako je izgledala garda Hercega Stjepana Kosače koja je godinama bdjela nad Ljubuškim. Dio je "Tematske rute srednjovjekovne Hercegove zemlje – tema srednji vijek”, projekta prekogranične suradnje između BiH i Crne Gore, kojim se potiče društveno-ekonomski razvoj. Dio projekta je asfaltiranje ceste prema tvrđavi hercega Stjepana Kosače, čije se idejno rješenje kule uskoro očekuje. Jedna je od četiriju tematskih staza koja povezuje bogate kulturno-povijesne spomenike u kombinaciji s raznovrsnom ponudom domaćih usluga u okviru kućanstava koje njeguju tradicionalne vrijednosti, što privlači turiste zaljubljenike u povijest, koji žele otkriti slojeve i značenje povijesti odredišta koje posjećuje i autentični ambijentalni doživljaj.

## Prijateljske veze
- Međimurska županija
- Karlovačka županija

## Šport
- HRK Izviđač
- HŽRK Ljubuški
- NK Ljubuški (bivši Bigeste, osnovan 2005.)
- NK Sloga Ljubuški
- MNK Ljubuški
- HAK Ljubuški
- HKK Ljubuški
- HOK Ljubuški
- Karate klub Ljubuški
- Boksački klub Ljubuški

Streetball Challenge Ljubuški održava se od 2012.

## Vanjske poveznice
- Službena stranica općine Ljubuški
- Ljubuski.info
- Radio Ljubuški
- Ljubuški portal